# Krio de Morto
Krio de Morto (nl: 'schreeuw van de dood') is een Poolse muziekgroep die metal-rock zingt in de internationale taal Esperanto (en ook in het Pools).

## Discografie
- Elektronika kompilo (2003) - Krio de Morto droeg bij met één liedje.
- Martoria (2000)
  1. Mi defalas
  2. Sur la arbo
  3. La almozulino
  4. La profeto